# Liste der Bodendenkmäler in Happurg
Auf dieser Seite sind die Bodendenkmäler in der mittelfränkischen Gemeinde Happurg zusammengestellt. Diese Tabelle ist eine Teilliste der Liste der Bodendenkmäler in Bayern. Grundlage ist die Bayerische Denkmalliste, die auf Basis des Bayerischen Denkmalschutzgesetzes vom 1. Oktober 1973 erstmals erstellt wurde und seither durch das Bayerische Landesamt für Denkmalpflege geführt wird. Die folgenden Angaben ersetzen nicht die rechtsverbindliche Auskunft der Denkmalschutzbehörde.

Mit dem Stand vom 12. Oktober 2018 sind 41 Bodendenkmäler von Happurg in der Bayerischen Denkmalliste eingetragen.

## Hinweise zu den Angaben in der Tabelle
- Spalte Name, Bezeichnung: Bezeichnung des denkmalgeschützten Objektes
- Spalte Ortsteil: Ortsteil, in dem sich das denkmalgeschützte Objekt befindet
- Spalte  Koordinaten: Geografischer Standort
- Spalte Denkmalnummer: Offizielle Denkmalnummer des Bayerischen Landesamts für Denkmalpflege
- Spalte Zeitstellung: Besondere Daten, so weit bekannt oder ableitbar, teilweise auch Datum der Ersterwähnung der Liegenschaft
- Spalte Denkmalumfang, Bemerkung: Nähere Erläuterungen über den Denkmalstatus, den Umfang der Liegenschaft und ihre Besonderheiten

Bis auf die Spalte Bild sind alle Spalten sortierbar.

## Liste der Bodendenkmäler
| Name, Bezeichnung | Ortsteil              | Koordinaten                        | Denkmalnummer | Zeitstellung | Denkmalumfang, Bemerkung                                                                               | Bild           |
| --- | --------------------- | ---------------------------------- | ------------- | ------------ | --- | -------------- |
| Mittelalterlicher Burgstall | Happurg               | 49° 29′ 31,97″ N, 11° 28′ 38,36″ O | D-5-6534-0013 |              | Burgstall Hacburg                                                                                      |                |
| Höhlenstation des Paläolithikums und der Urnenfelderzeit | Happurg               | 49° 29′ 4,27″ N, 11° 29′ 32,14″ O  | D-5-6534-0014 |              | Hohler Fels (E 2)                                                                                      | weitere Bilder |
| Mittelalterlicher Turmhügel | Happurg               | 49° 29′ 52,36″ N, 11° 27′ 35,17″ O | D-5-6534-0015 |              | Turmhügel Hundsdruck, wenige Meter über dem Talgrund des Pegnitztales                                  | weitere Bilder |
| Ringwall vor- und frühgeschichtlicher Zeitstellung, Höhensiedlung der Bronze-, Urnenfelder-, Hallstatt-, Latène- und römischen Kaiserzeit sowie des Frühmittelalters | Happurg               | 49° 29′ 33″ N, 11° 29′ 11,04″ O    | D-5-6534-0018 |              | Houbirg, der 4,5 Kilometer lange Ringwall umfasst eine Fläche von rund 1100 × 800 Meter (88 Hektar)    | weitere Bilder |
| Siedlung der Hallstattzeit | Förrenbach            | 49° 28′ 42,26″ N, 11° 29′ 36,07″ O | D-5-6534-0019 |              | Unmittelbar am Ufer des Happurger Baches                                                               |                |
| Siedlung der Urnenfelderzeit | Happurg               | 49° 28′ 52,5″ N, 11° 28′ 32,92″ O  | D-5-6534-0021 |              | |                |
| Siedlung vorgeschichtlicher Zeitstellung | Happurg               | 49° 28′ 45,26″ N, 11° 28′ 27,57″ O | D-5-6534-0024 |              | |                |
| Mittelalterliche und frühneuzeitliche Befunde im Bereich der Burgruine Reicheneck                                                                                    | Kainsbach             | 49° 28′ 30,85″ N, 11° 29′ 7,37″ O  | D-5-6534-0025 |              | Burg Reicheneck, Höhenburg über dem Stausee                                                            | weitere Bilder |
| Grabhügel vorgeschichtlicher Zeitstellung | Kainsbach             | 49° 28′ 30,85″ N, 11° 29′ 7,37″ O  | D-5-6534-0026 |              | |                |
| Grabhügel vorgeschichtlicher Zeitstellung | Kainsbach             | 49° 26′ 13,97″ N, 11° 28′ 44,1″ O  | D-5-6534-0027 |              | Auf dem „Landerbühl“ südlich von Schupf                                                                |                |
| Siedlung der Urnenfelderzeit | Kainsbach             | 49° 27′ 58,96″ N, 11° 28′ 45,03″ O | D-5-6534-0029 |              | Im Kainsbachtal                                                                                        |                |
| Siedlung des Neolithikums und der Hallstattzeit | Kainsbach             | 49° 28′ 13,62″ N, 11° 28′ 19,62″ O | D-5-6534-0030 |              | |                |
| Siedlung vorgeschichtlicher Zeitstellung | Kainsbach             | 49° 27′ 40,31″ N, 11° 29′ 0,55″ O  | D-5-6534-0033 |              | Im Kainsbachtal                                                                                        |                |
| Siedlung vorgeschichtlicher Zeitstellung | Kainsbach             | 49° 27′ 46,85″ N, 11° 28′ 59,34″ O | D-5-6534-0034 |              | Im Kainsbachtal                                                                                        |                |
| Siedlung vorgeschichtlicher Zeitstellung | Kainsbach             | 49° 27′ 43,11″ N, 11° 28′ 52,08″ O | D-5-6534-0035 |              | Im Kainsbachtal                                                                                        |                |
| Siedlung vorgeschichtlicher Zeitstellung | Kainsbach             | 49° 27′ 48,95″ N, 11° 28′ 51,29″ O | D-5-6534-0036 |              | Im Kainsbachtal                                                                                        |                |
| Siedlung vorgeschichtlicher Zeitstellung | Kainsbach             | 49° 27′ 51,61″ N, 11° 28′ 49,13″ O | D-5-6534-0037 |              | Im Kainsbachtal                                                                                        |                |
| Siedlung vorgeschichtlicher Zeitstellung | Kainsbach             | 49° 27′ 58,88″ N, 11° 28′ 45,96″ O | D-5-6534-0038 |              | Im Kainsbachtal                                                                                        |                |
| Siedlung vorgeschichtlicher Zeitstellung | Kainsbach             | 49° 28′ 1,52″ N, 11° 28′ 44,21″ O  | D-5-6534-0039 |              | Am Südrand von Kainsbach                                                                               |                |
| Siedlung vorgeschichtlicher Zeitstellung | Kainsbach             | 49° 28′ 8,68″ N, 11° 28′ 54,72″ O  | D-5-6534-0040 |              | In Kainsbach                                                                                           |                |
| Siedlung vorgeschichtlicher Zeitstellung | Kainsbach             | 49° 28′ 34,11″ N, 11° 28′ 31,38″ O | D-5-6534-0042 |              | Im Kainsbachtal                                                                                        |                |
| Freilandstation des Spätpaläolithikums und Siedlung vorgeschichtlicher Zeitstellung                                                                                  | Kainsbach             | 49° 28′ 30,08″ N, 11° 28′ 33,38″ O | D-5-6534-0044 |              | Im Kainsbachtal                                                                                        |                |
| Siedlung vorgeschichtlicher Zeitstellung | Förrenbach            | 49° 28′ 37,94″ N, 11° 28′ 26,05″ O | D-5-6534-0046 |              | |                |
| Siedlung vorgeschichtlicher Zeitstellung | Kainsbach             | 49° 28′ 40,66″ N, 11° 28′ 35,28″ O | D-5-6534-0047 |              | |                |
| Grabhügel vorgeschichtlicher Zeitstellung | Happurg               | 49° 27′ 48,17″ N, 11° 28′ 4,94″ O  | D-5-6534-0131 |              | |                |
| Frühneuzeitliche Befunde im Bereich des ehemaligen von Tucher'schen Herrensitzes                                                                                     | Happurg               | 49° 29′ 27,24″ N, 11° 28′ 17,5″ O  | D-5-6534-0136 |              | In Happurg                                                                                             |                |
| Mittelalterliche und frühneuzeitliche Befunde im Bereich der evangelisch-lutherischen Pfarrkirche St. Maria und St. Georg                                            | Happurg               | 49° 29′ 32,14″ N, 11° 28′ 19,24″ O | D-5-6534-0166 |              | Kirche St. Maria und St. Georg                                                                         | weitere Bilder |
| Mittelalterliche und frühneuzeitliche Befunde im Bereich der evangelisch-lutherischen Pfarrkirche St. Stephan                                                        | Kainsbach             | 49° 28′ 7,86″ N, 11° 28′ 57,77″ O  | D-5-6534-0171 |              | Kirche St. Stephan                                                                                     | weitere Bilder |
| Mesolithischer Schlagplatz | Förrenbach            | 49° 28′ 30,46″ N, 11° 30′ 17,6″ O  | D-5-6535-0008 |              | In Förrenbach im Bereich der Straße Am Bühl                                                            |                |
| Freilandstation des Mesolithikums und Siedlung des Spätneolithikums                                                                                                  | Thalheim              | 49° 28′ 30,51″ N, 11° 32′ 36,68″ O | D-5-6535-0009 |              | |                |
| Siedlung der Hallstattzeit | Thalheim/Pommelsbrunn | 49° 27′ 58,57″ N, 11° 33′ 12,2″ O  | D-5-6535-0045 |              | Gemeindegrenze zu Pommelsbrunn überschreitendes Bodendenkmal                                           |                |
| Grabhügel der frühen Hallstattzeit | Thalheim/Pommelsbrunn | 49° 27′ 54,72″ N, 11° 33′ 10,38″ O | D-5-6535-0046 |              | Gemeindegrenze zu Pommelsbrunn überschreitendes Bodendenkmal                                           |                |
| Mittelalterlicher Burgstall | Förrenbach            | 49° 28′ 12,4″ N, 11° 30′ 46,84″ O  | D-5-6535-0074 |              | Burgstall auf dem Vogelfels, auf dem gleichnamigen Berggipfel, durch eine Berghütte teilweise überbaut |                |
| Siedlung vorgeschichtlicher Zeitstellung | Pollanden             | 49° 26′ 48,27″ N, 11° 31′ 59,05″ O | D-5-6535-0078 |              | Auf dem Hummersberg bei Gotzenberg                                                                     |                |
| Felsdach mit Funden des Meso- und Neolithikums, der Metallzeiten sowie des Mittelalters und der Neuzeit                                                              | Förrenbach            | 49° 28′ 50,01″ N, 11° 30′ 30,62″ O | D-5-6535-0083 |              | |                |
| Spätmittelalterlicher Vorgängerbau der evangelisch-lutherischen Pfarrkirche St. Johannes des Täufers                                                                 | Förrenbach            | 49° 28′ 32,77″ N, 11° 30′ 3,89″ O  | D-5-6535-0119 |              | Kirche St. Johannes                                                                                    | weitere Bilder |
| Spätmittelalterliche und frühneuzeitliche Befunde im Bereich der evangelisch-lutherischen Filialkirche St. Peter und Paul                                            | Thalheim              | 49° 27′ 33,84″ N, 11° 32′ 33,18″ O | D-5-6535-0123 |              | Kirche St. Peter und Paul                                                                              | weitere Bilder |
| Spätmittelalterliche und frühneuzeitliche Vorgängerbauten des Schlosses Thalheim                                                                                     | Thalheim              | 49° 27′ 34,99″ N, 11° 32′ 34,94″ O | D-5-6535-0124 |              | Schloss Thalheim                                                                                       | weitere Bilder |
| Siedlung der Metallzeiten | Förrenbach            | 49° 28′ 28,59″ N, 11° 30′ 28,4″ O  | D-5-6535-0134 |              | Östlich von Förrenbach                                                                                 |                |
| Siedlung vorgeschichtlicher Zeitstellung | Pollanden             | 49° 27′ 8,96″ N, 11° 33′ 9,55″ O   | D-5-6535-0135 |              | Auf dem „Rohrberg“                                                                                     |                |
| Bestattungsplatz vorgeschichtlicher Zeitstellung mit Grabhügel |                       | 49° 28′ 56,08″ N, 11° 26′ 55,26″ O | D-5-6534-0059 |              | |                |